# Křižanovská vrchovina

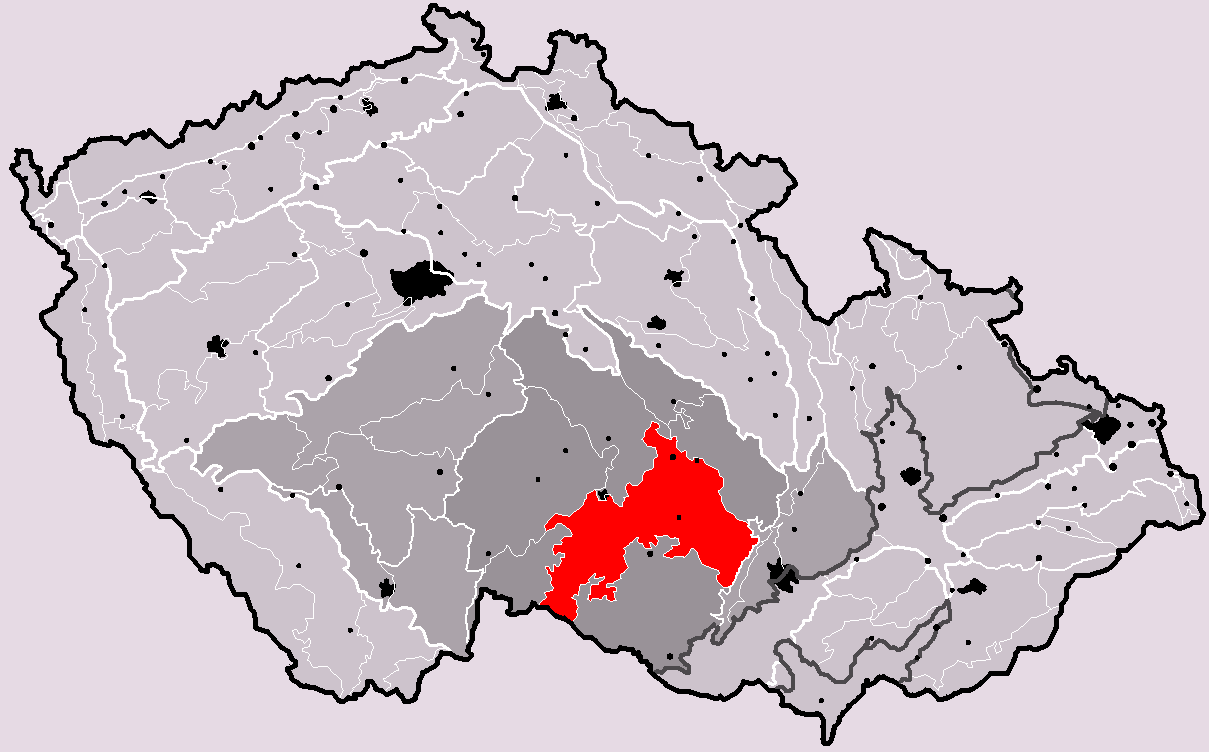
Poloha Křižanovské vrchoviny (červeně) v rámci geomorfologického členění České republiky

Křižanovská vrchovina je geomorfologický celek ve střední části České republiky v Českomoravské vrchovině. Jejím nejvyšším vrcholem je Harusův kopec (743 m). Jedná se o plochou vrchovinu z krystalických břidlic moldanubika, s typickými zalesněnými hřbety. Hlubokými údolími protékají například řeky Oslava a Jihlava.

## Geomorfologické členění
- Křižanovská vrchovina (pohoří, geomorfologický celek a vrchovina)  -  Bítešská vrchovina (geomorfologický podcelek a vrchovina)    -  Měřínská kotlina (geomorfologický okrsek a kotlina) • 
    -  Arnolecké hory (pohoří a geomorfologický okrsek) • 
    -  Veselská sníženina (geomorfologický okrsek a sníženina) • 
    -  Henzlička (hora a geomorfologický okrsek) • 
    -  Světnovská sníženina (geomorfologický okrsek a sníženina) • 
    -  Novoměstská pahorkatina (geomorfologický okrsek a pahorkatina) • 
    -  Bobrovská pahorkatina (geomorfologický okrsek a pahorkatina) • 
    -  Jinošovská pahorkatina (geomorfologický okrsek a pahorkatina) • 
    -  Deblínská vrchovina (geomorfologický okrsek a vrchovina) • 
    -  Pyšelský hřbet (geomorfologický okrsek a hřbet) • 
    -  Velkomeziříčská pahorkatina (geomorfologický okrsek a pahorkatina) • 
    -  Borská pahorkatina (geomorfologický okrsek a pahorkatina) • 
    -  Libochovská sníženina (geomorfologický okrsek a sníženina) • 

  -  Brtnická vrchovina (geomorfologický podcelek a vrchovina)    -  Třešťská pahorkatina (geomorfologický okrsek a pahorkatina) • 
    -  Špičácká vrchovina (geomorfologický okrsek a vrchovina) • 
    -  Kosovská pahorkatina (geomorfologický okrsek a pahorkatina) • 
    -  Puklická pahorkatina (geomorfologický okrsek a pahorkatina) • 
    -  Zašovický hřbet (hřbet a geomorfologický okrsek) • 
    -  Řehořovská pahorkatina (geomorfologický okrsek a pahorkatina) • 
    -  Čechtínská vrchovina (geomorfologický okrsek a vrchovina) • 
    -  Markvartická pahorkatina (geomorfologický okrsek a pahorkatina) • 
    -  Starohobzská vrchovina (geomorfologický okrsek a vrchovina) • 
    -  Otínská pahorkatina (geomorfologický okrsek a pahorkatina) • 

  -  Dačická kotlina (geomorfologický podcelek a kotlina) •

Podcelky a okrsky
- Bítešská vrchovina
  - Měřínská kotlina
  - Arnolecké hory
  - Veselská sníženina
  - Henzlička
  - Světnovská sníženina
  - Novoměstská pahorkatina
  - Bobrovská pahorkatina
  - Jinošovská pahorkatina
  - Deblínská vrchovina
  - Pyšelský hřbet
  - Velkomeziříčská pahorkatina
  - Borská pahorkatina
  - Libochovská sníženina
- Brtnická vrchovina
  - Třešťská pahorkatina
  - Špičák
  - Kosovská pahorkatina
  - Puklická pahorkatina
  - Zašovický hřbet
  - Řehořovská pahorkatina
  - Čechtínská vrchovina
  - Markvartická pahorkatina
  - Starohobzská vrchovina
  - Otínská pahorkatina
- Dačická kotlina

| Geomorfologické členění Českomoravské vrchoviny               | Geomorfologické členění Českomoravské vrchoviny | Geomorfologické členění Českomoravské vrchoviny |
| ------------------------------------------------------------- | ----------------------------------------------- | ----------------------------------------------- |
| ČESKÁ VYSOČINA • Česko-moravská subprovincie                  |                                                 |                                                 |
| KŘEMEŠNICKÁ VRCHOVINA                                         | Jindřichohradecká pahorkatina                   | Čihadlo (665 m)                                 |
| KŘEMEŠNICKÁ VRCHOVINA                                         | Pacovská pahorkatina                            | Lísek (760 m)                                   |
| KŘEMEŠNICKÁ VRCHOVINA                                         | Želivská pahorkatina                            | Na altánku (634 m)                              |
| KŘEMEŠNICKÁ VRCHOVINA                                         | Humpolecká vrchovina                            | Křemešník (769 m)                               |
| HORNOSÁZAVSKÁ PAHORKATINA                                     | Kutnohorská plošina                             | Za stodolami (537 m)                            |
| HORNOSÁZAVSKÁ PAHORKATINA                                     | Světelská pahorkatina                           | Žebrákovský kopec (601 m)                       |
| HORNOSÁZAVSKÁ PAHORKATINA                                     | Havlíčkobrodská pahorkatina                     | Roudnice (661 m)                                |
| HORNOSÁZAVSKÁ PAHORKATINA                                     | Jihlavsko-sázavská brázda                       | Kázek (567 m)                                   |
| ŽELEZNÉ HORY                                                  | Chvaletická pahorkatina                         | bezejmenný (450 m)                              |
| ŽELEZNÉ HORY                                                  | Sečská vrchovina                                | Vestec (668 m)                                  |
| HORNOSVRATECKÁ VRCHOVINA                                      | Žďárské vrchy                                   | Devět skal (836 m)                              |
| HORNOSVRATECKÁ VRCHOVINA                                      | Nedvědická vrchovina                            | Horní les (772 m)                               |
| KŘIŽANOVSKÁ VRCHOVINA                                         | Bítešská vrchovina                              | Harusův kopec (743 m)                           |
| KŘIŽANOVSKÁ VRCHOVINA                                         | Brtnická vrchovina                              | Velký Špičák (734 m)                            |
| KŘIŽANOVSKÁ VRCHOVINA                                         | Dačická kotlina                                 | Ivanův kopec (644 m)                            |
| JAVOŘICKÁ VRCHOVINA                                           | Jihlavské vrchy                                 | Javořice (837 m)                                |
| JAVOŘICKÁ VRCHOVINA                                           | Novobystřická vrchovina                         | Vysoký kámen (732 m)                            |
| JEVIŠOVICKÁ PAHORKATINA                                       | Jemnická kotlina                                | Vráž (576 m)                                    |
| JEVIŠOVICKÁ PAHORKATINA                                       | Bítovská pahorkatina                            | Suchá hora (571 m)                              |
| JEVIŠOVICKÁ PAHORKATINA                                       | Jaroměřická kotlina                             | Zadní hora (634 m)                              |
| JEVIŠOVICKÁ PAHORKATINA                                       | Znojemská pahorkatina                           | Na skalném (556 m)                              |
| PROVINCIE • Subprovincie / Oblast / CELEK • Podcelek • Vrchol |                                                 |                                                 |